# Vodnîkî, Halîci
Vodnîkî (în ucraineană Водники) este un sat în comuna Marînopil din raionul Halîci, regiunea Ivano-Frankivsk, Ucraina.

## Demografie
Componența lingvistică a localității Vodnîkî
     Ucraineană (100%)
Conform recensământului din 2001, toată populația localității Vodnîkî era vorbitoare de ucraineană (100%).